# Fernando Casanova
Pour les articles homonymes, voir  Casanova.
Fernando Casanova, de son vrai nom Fernando Gutiérrez López, né le 24 novembre 1925 à Guadalajara, et mort le 16 novembre 2012 à Mexico, est un acteur mexicain. Il a parfois utilisé le pseudo Fred Canow.

## Biographie
Acteur surtout dans des westerns et des "comedias rancheras", il contribue déjà comme figurant dès 1946. Il sort de la masse en 1953 : il joue à côté de María Félix dans Passion sauvage (Camelia, 1954), il apparaît dans Tourments (Él, 1953) de Luis Buñuel, dans Reportaje (en) (1953) de Emilio Fernández ; on lui offre le rôle principal dans la série El Águila negra (1953) de Ramón Peón, incarnant un héros un peu dans le style de Zorro. Après cela, il joue régulièrement des rôles principaux dans des comédies romantiques et des films d'action. Il parodie sa propre figure dans Mecánica nacional (es) (1972), et continue de travailler jusque dans les années 1990, toujours dans des films d'action, mais dans des personnages plus nuancés.

## Filmographie sélective
Il a contribué à plus de 150 films.
- 1947 : Folies romaines (La Vida íntima de Marco Antonio y Cleopatra)
- 1947 : La Diosa arrodillada
- 1950 : La Diablesse (Doña Diabla)
- 1952 : Le Martyr du calvaire (El Mártir del Calvario) : centurion
- 1953 : Tourments (Él) de Luis Buñuel : Beltran
- 1953 : Reportaje : Docteur
- 1954 : Passion sauvage (Camelia)
- 1954 : El Águila negra
- 1954 : El Tesoro de la muerte ou El Águila negra en el tesoro de la muerte
- 1954 : El Aguila negra en 'El vengador solitario'
- 1957 : Cuatro contra el imperio : Regil
- 1958 : El Águila negra en la ley de los fuertes
- 1958 : El Águila negra vs. los diablos de la pradera : Raul Zarate/El Aguila Negra
- 1958 : El Águila negra contra los enmascarados de la muerte : Raúl/El Águila Negra
- 1962 : Santo contra el rey del crimen  : Fernando Lavalle
- 1963 : Santo en el hotel de la muerte : Fernando Lavalle
- 1963 : Santo contra el cerebro diabólico : Fernando Lavalle
- 1963 : La Griffe du coyote (Il Segno del coyote) de Mario Caiano: le 'coyote'
- 1964 : Quatre Balles pour Joë (Cuatro balazos) (sous le pseudo de Fred Canow) d'Agustín Navarro : Sheriff Paul
- 1969 : El Último pistolero
- 1972 : Mecánica nacional : Rogelio
- 1985 : Policia judicial federal
- 1987 : Muerte de el federal de camiones
- 1990 : Desafiando a la muerte (Agentes federales)
- 1990 : Palenque : Alejandro
- 1991 : El Asesino del metro
- 1995 : La Revancha ou Palenque II : Alejandro
- 1997 : El Caporal : Don Marcos
- 1997 : Sangre De Rey
- 1998 : Mujeres bravas
- 1998 : Capo de capos
- 2000 : Entre las patas de los caballos
- 2000 : Suerte negra : Comandante Gallo